# 胤重寺
胤重寺(いんじゅうじ)は千葉県千葉市にある浄土宗の寺院。光明山智窓院胤重寺。

## 歴史
1558年（永禄元年）12月1日、千葉常胤の孫、武石三郎胤重の末孫である雲厳上人が祖先・胤重の菩提のため建立した。
歴代住職は以下のとおり。
- 開山　　栴譽雲巖上人
- 二世　　的傳上人
- 三世　　感霊上人
- 四世　　不詳
- 五世　　意山上人
- 六世　　映徹上人
- 七世　　順栄上人
- 八世　　祐順上人
- 九世　　不詳
- 十世　　不詳
- 一一世　然了上人
- 一二世　不詳
- 一三世　圓観上人
- 一四世　快山上人
- 一五世　了仙上人
- 一六世　了完上人
- 一七世　玄聴上人
- 一八世　恵忍上人
- 一九世　廓龍上人
- 二十世　慈忍上人
- 二一世　村松察隆上人
- 二二世　村松隆禅上人
- 二三世　村松正隆上人

## 境内

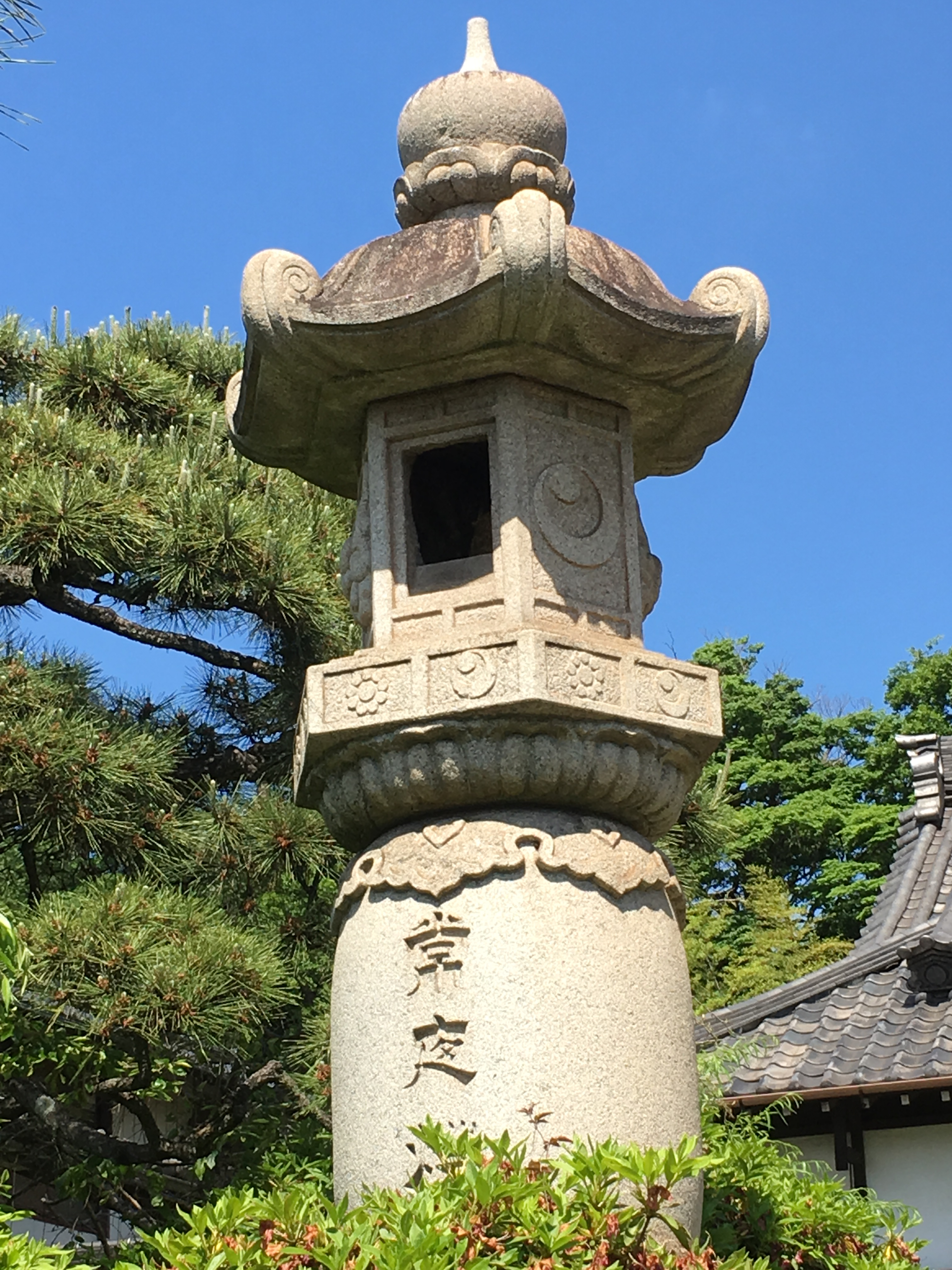
常夜灯

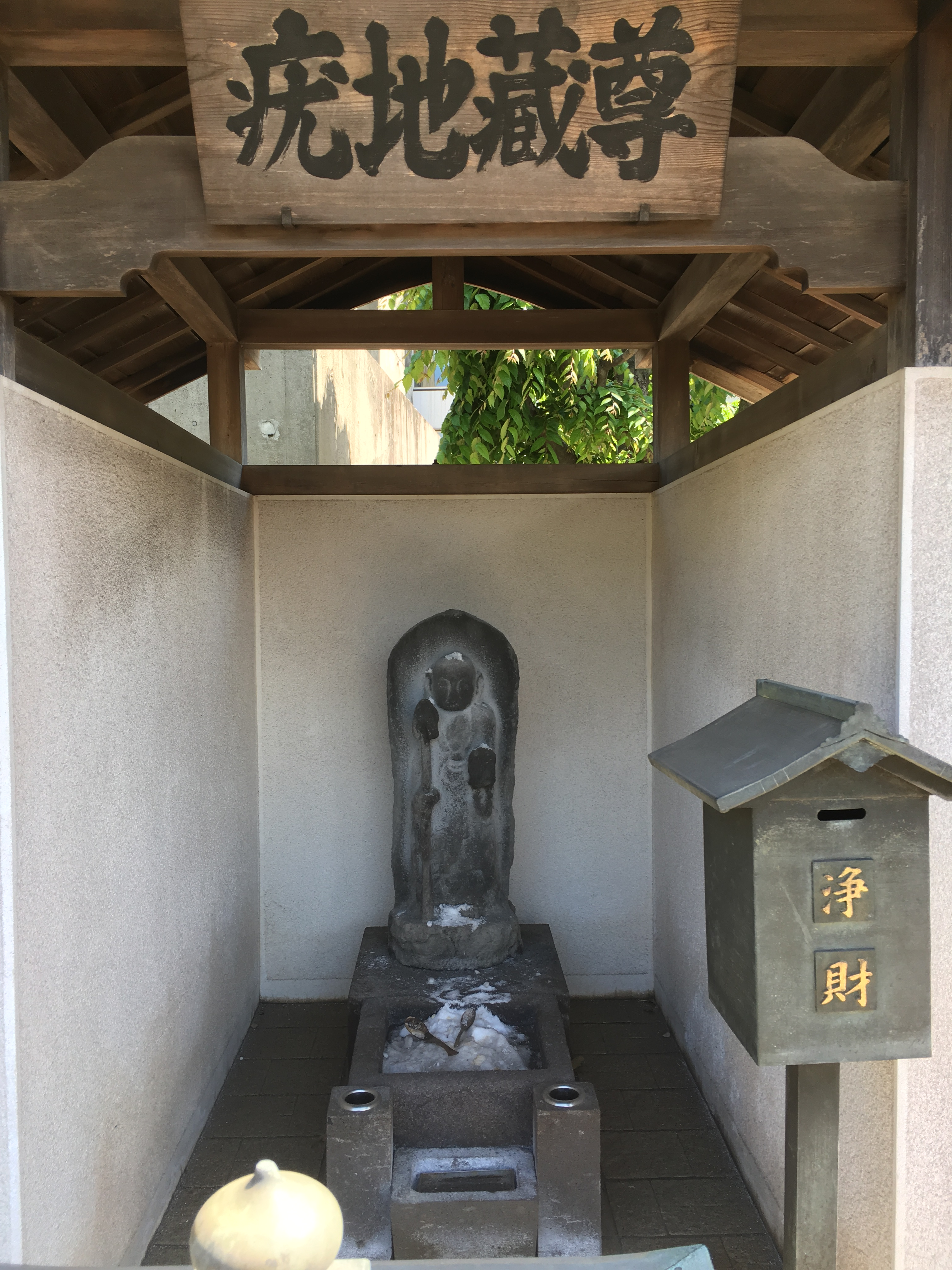
いぼとり地蔵

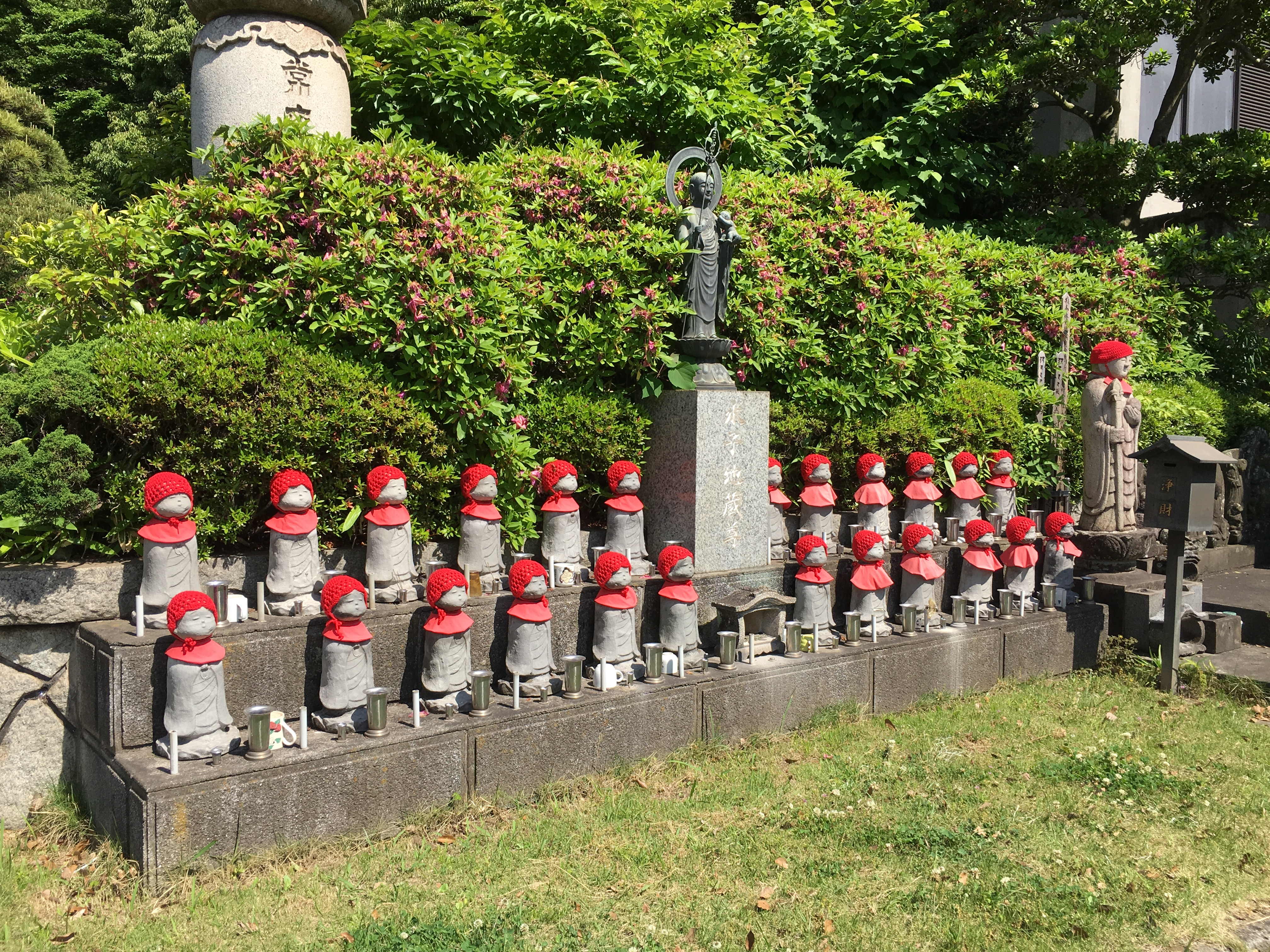
水子地蔵

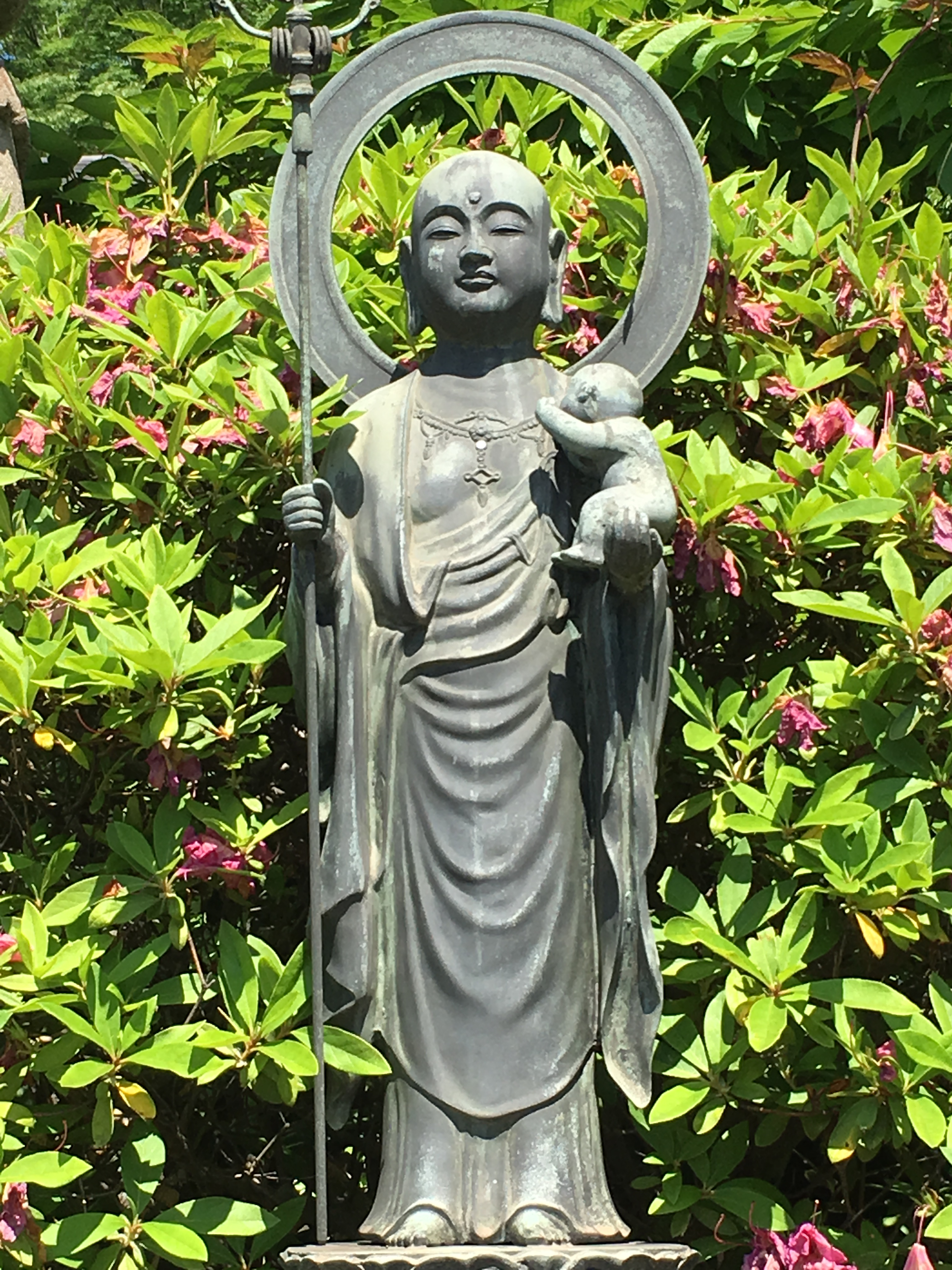
水子地蔵

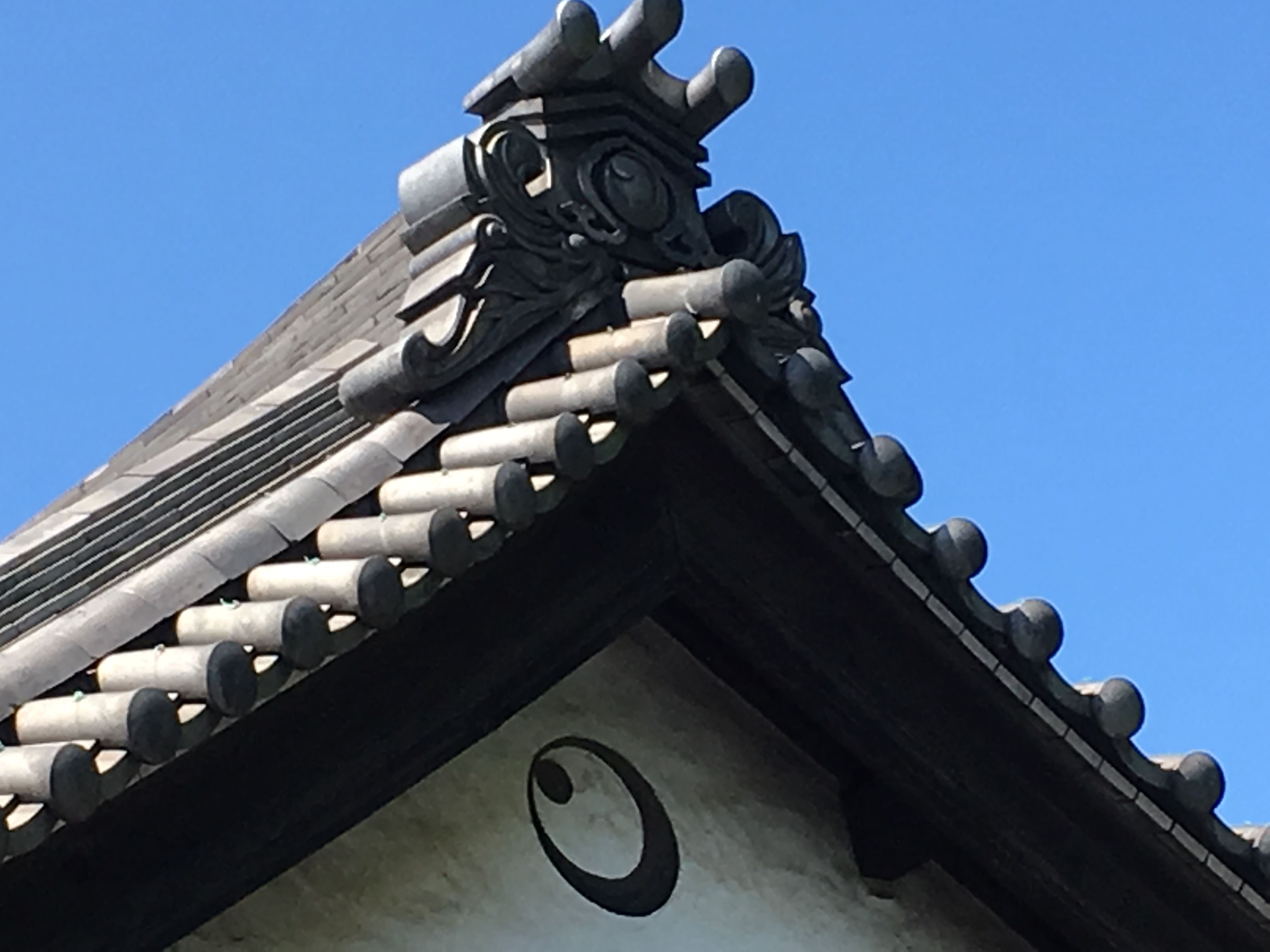
本堂側面

寺門を入ると、左手に戸塚派楊心流（柔術の一流派）に関する説明板がある。「戸塚揚心流祖戸塚彦介英俊、二代彦九郎英美の墓」があることが記載されている。
千葉氏の家紋が彫られた常夜灯があり、2100坪ある境内には左手に墓地を配し、右手には、小さな御堂の中に地蔵が鎮座している。足元には塩が盛られており、この塩でいぼをなでるといぼがとれるとされていて、治ったらお礼に塩を供えるという信仰がある。その前には、赤い毛糸で編まれた帽子をかぶった水子地蔵が並んでいる。正面の本堂には、千葉氏の家紋月星紋が刻まれている。

## 文化財

### 千葉県指定史跡
- 戸塚派揚心流流祖戸塚彦介英俊・二代戸塚英美墓

楊心流柔術は肥前国（現長崎県）の医師、三浦楊心を開祖とし、幕末に戸塚彦右衛門秀澄とその子、戸塚彦介英俊が流派を興した。
英俊は戸塚派楊心流の祖として柔術界を風靡し、明治維新の際水野家が上総菊間（現市原市）に移ったことを期に千葉に転居し、
明治18年には千葉県柔道師範になった。翌明治19年に他界した。
英俊の子 彦九郎英美は千葉市通町（現中央区中央）に道場を開き、柔道の普及に努めた。明治36年大日本武徳会から最初の柔道範士の称号を受け、明治41年に没した。
1943年(昭和18年)8月27日、千葉県指定史跡に指定された。

## 年中行事
- 春秋彼岸会
- 盆会
- 施餓鬼会

## 交通アクセス
- 所在地

千葉県千葉市市場町10-11
- 鉄道

JR総武線本千葉駅下車

千葉都市モノレール県庁前駅下車約350メートル
- バス

千葉中央バスで末広町経由「県庁前」バス停下車
- 徒歩

千葉駅から徒歩15分